# Pristimantis thymelensis
Pristimantis thymelensis é uma espécie de anfíbio  da família Craugastoridae.
Pode ser encontrada nos seguintes países: Colômbia e Equador.
Os seus habitats naturais são: matagal húmido tropical ou subtropical e campos de altitude subtropicais ou tropicais.